# العلاقات البلجيكية الدومينيكية
العلاقات البلجيكية الدومينيكية هي العلاقات الثنائية التي تجمع بين بلجيكا ودومينيكا.

## مقارنة بين البلدين
هذه مقارنة عامة ومرجعية للدولتين:
| وجه المقارنة                                              | بلجيكا                                                                              | دومينيكا              |
| --------------------------------------------------------- | ----------------------------------------------------------------------------------- | --------------------- |
| المساحة (كم2)                                             | 30.53 ألف                                                                           | 751                   |
| عدد السكان (نسمة)                                         | 11.37 مليون                                                                         | 73.92 ألف             |
| الكثافة السكانية (ن./كم²)                                 | 372.42                                                                              | 9.84 ألف              |
| العاصمة                                                   | بروكسل                                                                              | روسو                  |
| اللغة الرسمية                                             | اللغة الهولندية، لغة فرنسية، اللغة الألمانية                                        | لغة إنجليزية          |
| العملة                                                    | يورو، فرنك بلجيكي                                                                   | دولار شرق الكاريبي    |
| الناتج المحلي الإجمالي (بليون دولار)                      | 492.68 مليار                                                                        | 562.54 مليون          |
| الناتج المحلي الإجمالي (تعادل القوة الشرائية) بليون دولار | 514.74 مليار                                                                        | 789.63 مليون          |
| الناتج المحلي الإجمالي الاسمي للفرد دولار أمريكي          | 40.32 ألف                                                                           | 7.12 ألف              |
| الناتج المحلي الإجمالي للفرد دولار أمريكي                 | 43.44 ألف                                                                           | 10.88 ألف             |
| مؤشر التنمية البشرية                                      | 0.890                                                                               | 0.724                 |
| رمز المكالمات الدولي                                      | +32                                                                                 | +1767                 |
| رمز الإنترنت                                              | .be                                                                                 | .dm                   |
| المنطقة الزمنية                                           | توقيت وسط أوروبا، ت ع م+01:00، ت ع م+02:00، توقيت وسط أوروبا الصيفي، أوروبا/بروكسل ‏ | 00، توقيت أطلنطي موحد |

## منظمات دولية مشتركة
يشترك البلدان في عضوية مجموعة من المنظمات الدولية، منها:
| علم المنظمة | اسم المنظمة                        | تاريخ انضمام بلجيكا | تاريخ انضمام دومينيكا |
| ----------- | ---------------------------------- | ------------------- | --------------------- |
|             | الاتحاد البريدي العالمي            | ?                   | ?                     |
|             | مؤسسة التنمية الدولية              | 2 يوليو 1964        | 29 سبتمبر 1980        |
|             | منظمة حظر الأسلحة الكيميائية       | ?                   | ?                     |
|             | منظمة التجارة العالمية             | ?                   | ?                     |
|             | الأمم المتحدة                      | 27 ديسمبر 1945      | 18 ديسمبر 1978        |
|             | وكالة ضمان الاستثمار متعدد الأطراف | 18 سبتمبر 1992      | 7 أكتوبر 1991         |
|             | منظمة الشرطة الجنائية الدولية      | ?                   | ?                     |
|             | مؤسسة التمويل الدولية              | 27 ديسمبر 1956      | 29 سبتمبر 1980        |
|             | الاتحاد الدولي للاتصالات           | 1866                | 28 أكتوبر 1996        |
|             | البنك الدولي للإنشاء والتعمير      | 27 ديسمبر 1945      | 29 سبتمبر 1980        |
|             | يونسكو                             | 29 نوفمبر 1946      | 9 يناير 1979          |

## وصلات خارجية
- موقع وزارة الخارجية البلجيكية